# Berglunds Mekaniska Verkstad
Berglunds Mekaniska Verkstad war ein schwedischer Hersteller von Automobilen.

## Unternehmensgeschichte
Helmer Berglund betrieb eine mechanische Werkstatt in Örebro. Das Unternehmen begann 1925 mit der Produktion von Automobilen. Der Markenname lautete HB. Im gleichen Jahr endete die Produktion bereits wieder. Insgesamt entstanden zwei oder drei Fahrzeuge.

## Fahrzeuge
Bei den Fahrzeugen handelte es sich um offene Zweisitzer. Besonderheit war, dass sie besonders niedrig waren. Im ersten Fahrzeug sorgte ein Dreizylindermotor für den Antrieb. Später fanden luftgekühlte Vierzylindermotoren mit etwa 16 PS Leistung Verwendung.